# Bieżuń
Bieżuń – miasto w Polsce, w województwie mazowieckim, w powiecie żuromińskim, siedziba gminy miejsko-wiejskiej Bieżuń, nad rzeką Wkrą.
Prywatne miasto szlacheckie położone było w drugiej połowie XVI wieku w powiecie sierpeckim województwa płockiego. Miasto prywatne Królestwa Kongresowego, położone było w 1827 w powiecie mławskim, obwodzie mławskim województwa płockiego. W latach 1975–1998 miasto administracyjnie należało do woj. ciechanowskiego. Bieżuń uzyskał lokację miejską w 1406 roku, został zdegradowany przed 1700 rokiem. Ponownie odzyskał prawa miejskie w 1767 roku i stracił w 1869 roku. W grudniu 1993 roku Rada Ministrów nadała mu prawa miejskie, a rozporządzenie weszło w życie 1 stycznia 1994 roku. 
Według danych GUS z 31 grudnia 2019 r. miasto miało 1850 mieszkańców.

## Historia

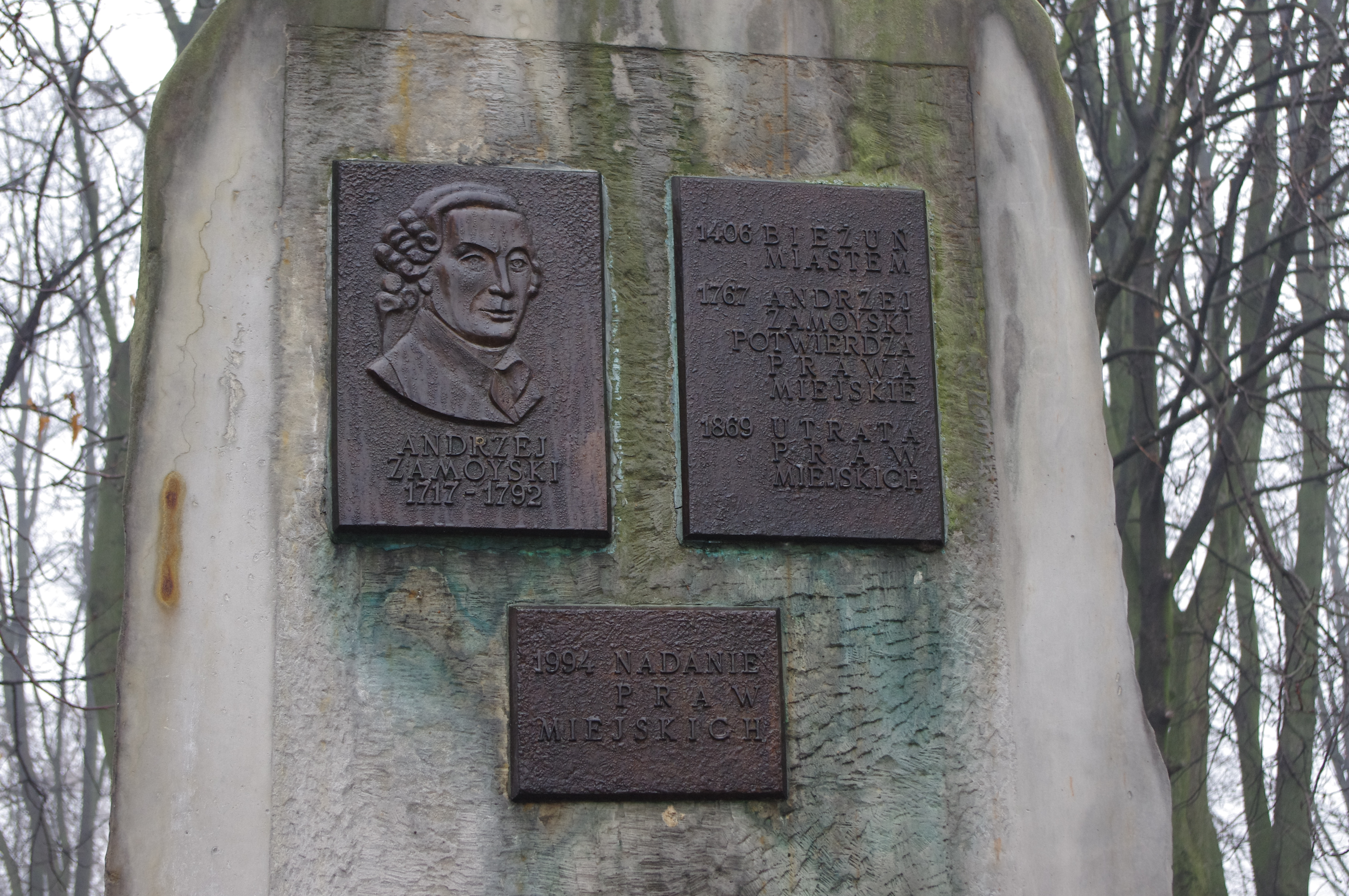
Pomnik Andrzeja Zamoyskiego, upamiętniający także nadanie praw miejskich w 1406 r., potwierdzenie ich w 1767, odebranie w 1869 i ponowne nadanie w 1994, usytuowany na rynku miejskim

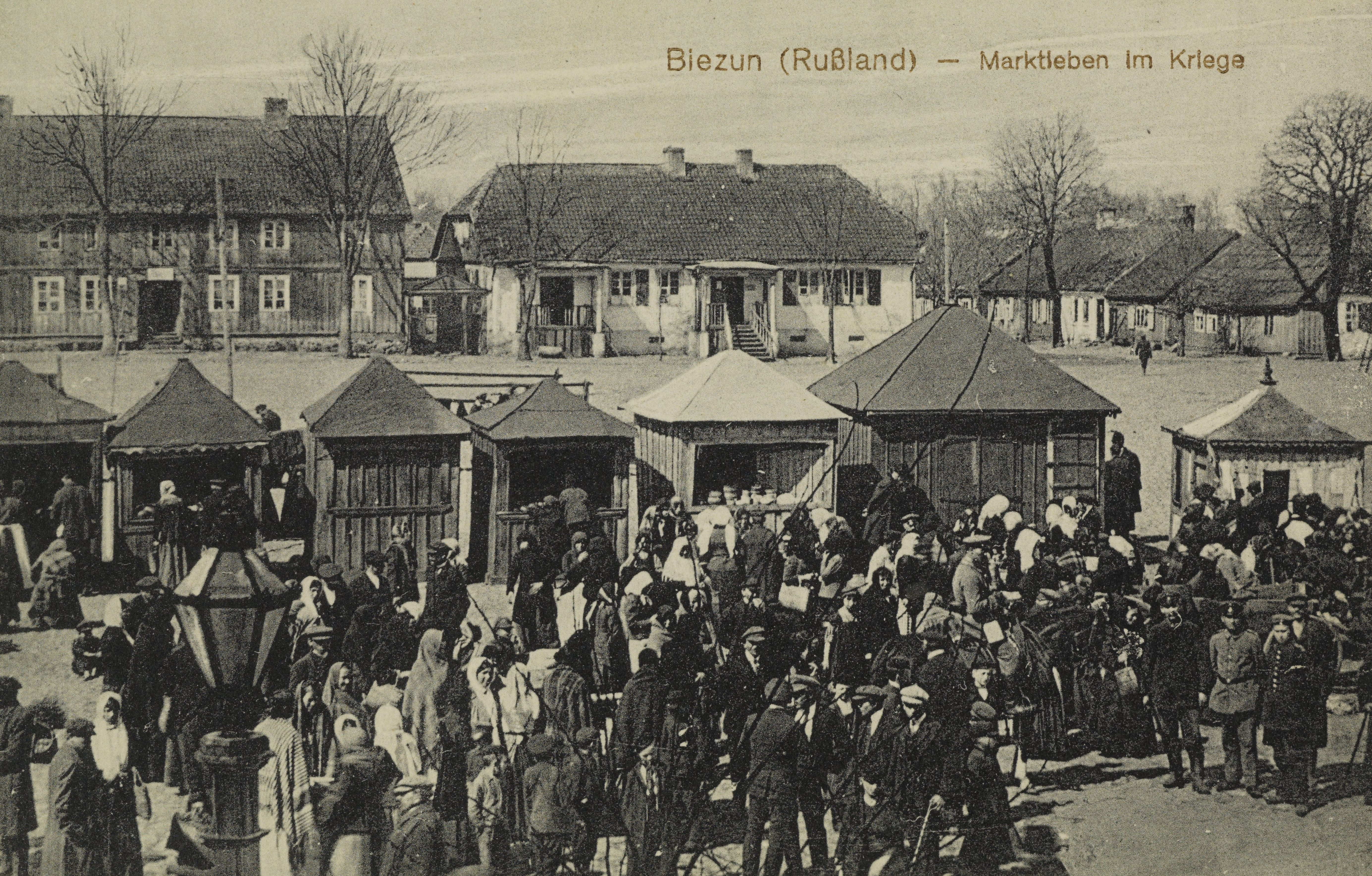
Rynek w 1915 r.

W XIV wieku Bieżuń był ośrodkiem intensywnej kolonizacji, w 1406 otrzymał prawa miejskie. W XVIII wieku stanowił własność Zamoyskich, którzy zapewnili mu rozkwit i ożywienie gospodarcze. W późniejszych latach miasto wielokrotnie zmieniało właścicieli, było miejscem targów i stanowiło lokalny ośrodek handlowy. W I połowie XIX wieku rozwinęło się sukiennictwo, podczas powstania styczniowego w okolicach miasta potyczki. W ramach represji Bieżuń został pozbawiony praw miejskich i zdegradowany do roli wsi. Po 1945 stał się miejscowością rolniczą, przodującą w hodowli drobiu, ogrodnictwie szklarniowym, z drobnym przemysłem spożywczym i rzemiosłem. W czasach Polski Ludowej powstało liceum ogólnokształcące i dom kultury. W czasie funkcjonowania gromad, wówczas wieś była siedzibą gromady Bieżuń. Rozporządzeniem Rady Ministrów z 13 grudnia 1993 roku Bieżuniowi przywrócono prawa miejskie. Rozporządzenie weszło w życie 1 stycznia 1994 roku.  
Miejscowość jest siedzibą rzymskokatolickiej parafii św. Stanisława Biskupa Męczennika.
W Bieżuniu urodził się Izaak Cylkow, pierwszy rabin Wielkiej Synagogi w Warszawie; z Bieżunia pochodzi wicemistrz olimpijski z Pekinu w rzucie dyskiem, Piotr Małachowski, oraz polski aktor i reżyser teatralny Jerzy Bończak.

## Burmistrzowie Bieżunia
- Alina Truszczyńska (1994-1998)
- Roman Kochanowicz (1998-2002)
- Ewa Łubińska (2002-2010)
- Andrzej Szymański (2010-2024)
- Andrzej Sztybor (2024)

## Demografia
- Piramida wieku mieszkańców Bieżunia w 2014 roku[7]

## Zabytki
- barokowy kościół Świętej Trójcy
- pałac Zamoyskich z II połowy XVIII wieku, przebudowany, barokowo-klasycystyczny, ruiny oficyny z XVIII w.
- park krajobrazowy z pozostałościami fortyfikacji z XVI wieku
- synagoga w Bieżuniu
- Muzeum Małego Miasta przy rynku
- pozostałości domu poety Stefana Gołębiowskiego
- ruiny młyna wodnego na rzece Wkrze
- drewniane domy

## Komunikacja
W mieście zbiegają się drogi wojewódzkie:
- DW541 kierunek Sierpc – Bieżuń – Żuromin – Lidzbark – Lubawa
- DW561 kierunek Drobin